# Mogollon

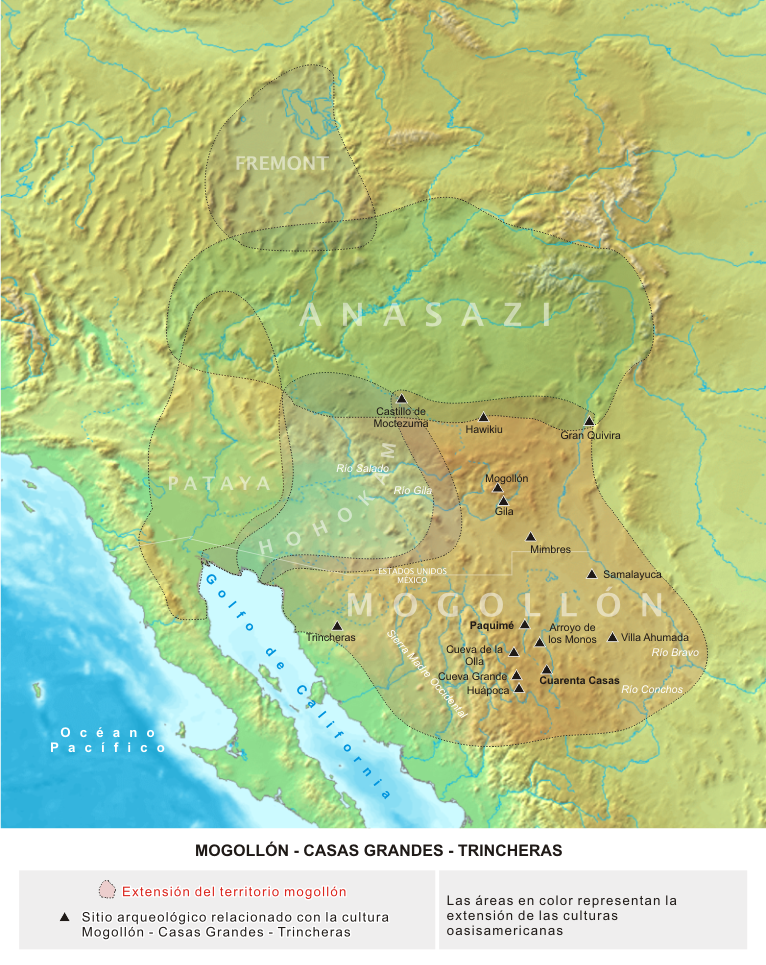
Localització de l'àrea cultural oasiamericana de Mogollon

La cultura Mogollon és una de les quatre principals tradicions prehistòriques arqueològiques del sud-oest dels Estats Units i del nord de Mèxic. La cultura indígena americana coneguda com a Mogollon s'estenia al sud-oest dels Estats Units (Nou Mèxic i Texas) i al nord de Mèxic (Chihuahua i Sonora), aproximadament des de l'any 700 aC fins a algun moment entre 1300 i 1400.
Mogollon prové de la serra de Mogollón, la qual al seu torn va ser nomenada per l'oficial  espanyol Juan Ignacio Flores Mogollón, governador de Nou Mèxic de 1712 a 1715.

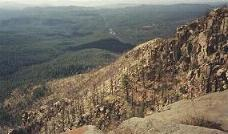
Serra de Mogollón, al sud-est de Nou Mèxic

## Relació amb altres cultures
La cultura mogollon mostra algunes similituds amb les cultures conegudes com a hohokam i anasazi, que van viure en l'àrea circumdant durant el mateix període. La mogollon i les cultures veïnes van emergir lentament a partir dels pobles que residien al sud-oest dels Estats Units des del 9000 aC. Diferències culturals van aparèixer quan les comunitats van formar pobles o fins i tot assentaments majors. Les xarxes comercials permetien el moviment de béns de valor i ajudaren a establir relacions culturals que s'atribueixen als mogollon.
Els mogollon es van establir en les altes elevacions dels deserts del que avui són Nou Mèxic, Chihuahua (Mèxic) i l'oest de Texas. Els Mogollón van ser agricultors que van viure establerts en penya-segats o pobles en altiplans elevats, on podien observar les seves collites. Afegien als seus sembrats productes fruit de la caça i la recol·lecció. Establiments en penya-segats, ruïnes i altres evidències de la seva cultura es troben a la vall del Riu Gila i en una àrea de muntanyes baixes entre les muntanyes Franklin i les muntanyes Buit, a 51,5 km a l'est d'El Paso, Texas.
Aquest lloc és espiritualment important per als indígenes americans de la regió. Això es deu als jeroglífics trobats en el lloc, alguns dels quals amb milers d'anys. El Monument Nacional de Gila Cliff Dwellings al sud-oest de Nou Mèxic es va establir com a tal el 16 de novembre de 1907 pel govern dels Estats Units. Conté diversos jaciments arqueològics atribuïts al subgrup dels Mimbres. En els rius principals del Gila, poblacions de la cultura Mimbres van reunir un altre grup al nord de la cultura mogollon. La ruïna TJ, per exemple, és un "poble" Mimbres clàssic.
L'àrea originàriament poblada per la cultura mogollon es va omplir de pobles apatxes no relacionats, provinents del nord. No obstant això, l'ètnia pueblo al sud-oest dels Estats Units reclama descendir dels mogollon i de cultures relacionades, encara que aquestes persones generalment provenen de diferents ètnies i generacions. Els arqueòlegs creuen que els assentaments Pueblo occidental (Western Pueblo ) dels hopi i zuni són els més probables d'estar relacionats amb els mogollon.

## Mimbres

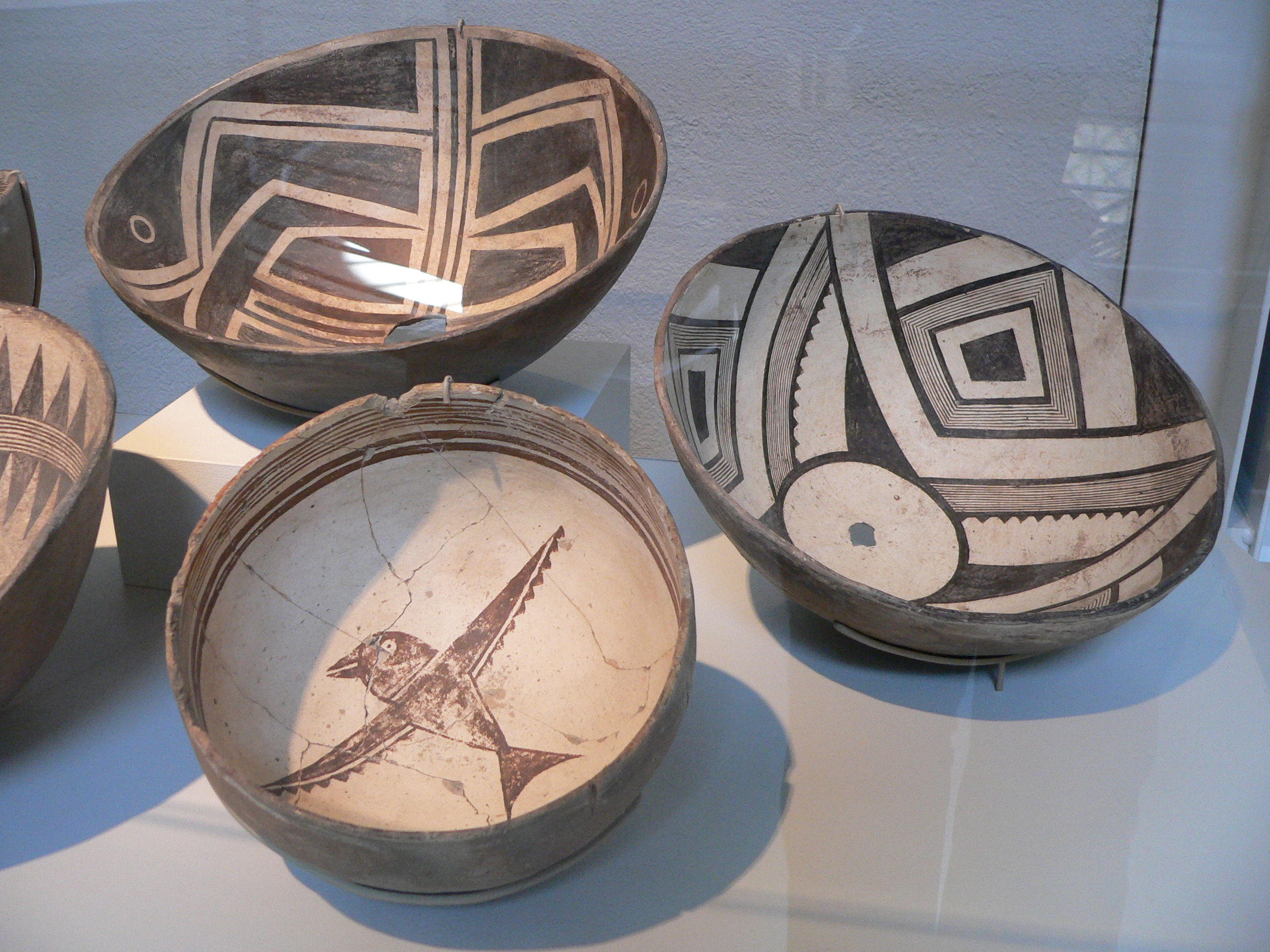
Ceràmica Mimbres

Els pobles mimbres, un subgrup d'una cultura més gran, es van centrar a la vall Mimbres, al sud-oest de Nou Mèxic, i són particularment famosos per la seva ceràmica]] pintada. Els assentaments tancats dels mimbres són atípics respecte als pobles del sud-oest del període, ja que els assentaments allunyats l'un de l'altre en són més característics. Aquest grup va estar actiu culturalment entre el 1000 aC i el 1130 de la nostra era, i va desenvolupar estils d'arquitectura i ceràmica característics en aquesta petita àrea. Sent un grup molt igualitari, els mimbres visqueren en assentaments de fins a 150 habitacions contigües de mida similar, construïts de còdols i tova. Aquests pobles, normalment d'un pis, van arribar a convertir-se en grans grups al voltant d'una plaça comuna. Les seves estructures cerimonials són més semblants als de la major cultura Mogollón, amb kives semi-subterrànies amb rampes per a entrar i ofrenes cerimonials enterrades sota el pis. No obstant això, s'han trobat kives amb entrades pel sostre.
La ceràmica produïda per la subcultura mimbres, gairebé sempre és feta de recipients i gerros finament creats, amb dibuixos estilitzats d'animals, persones i símbols. Moltes d'aquestes figures suggereixen familiaritat i relacions amb cultures al centre i nord de Mèxic. La decoració suggereix que aquest poble gaudia d'una elaborada vida cerimonial. Un estil primerenc de la seva ceràmica, anomenat Negre-sobre-blanc realçat, és caracteritzat per la figura d'un animal solitari envoltat per complexes formes simètriques i geomètriques dibuixades a les nanses dels gerros. Destaquen les imatges d'aus, com ara guajolotes menjant insectes o un home atrapant insectes en un jardí. Els gerros dels mimbres van ser trobats en enterraments, normalment amb un forat al fons. Els arqueòlegs freqüentment recuperen la peça que falta en algun lloc proper, suggerint que la destrucció del gerro era part d'un ritual. Alguns gerros dels mimbres s'han trobat cobrint la cara del mort. tot i la sofisticació d'aquests estris, no hi ha evidència de cap comerç llunyà; de fet, la major part de la ceràmica dels mimbres s'ha trobat a la mateixa vall dels Mimbres.

## Divisions culturals
Les denominacions tals com Mogollon, Pueblo, Pataya o Hohokam van ser creades per denotar diferències culturals entre pobles prehistòrics. És important fer notar que aquests etiquetes i divisions són assignades per individus separats en temps i espai. Això significa que les divisions culturals són, per naturalesa, arbitràries, i es basen només en dades disponibles en el temps de l'anàlisi o publicació, i estan subjectes al canvi, no sols basant-se en nous descobriments i informació, sinó també en canvis d'actituds i perspectives dins de la comunitat científica. No es pot assumir que una divisió arqueològica correspongui a un grup lingüístic particular o a una entitat política com una tribu o ètnia.